# Santa Ana del Pilar
Santa Ana del Pilar es una localidad del estado mexicano de Coahuila. Es parte del municipio de Matamoros.

## Demografía
| Gráfica de evolución demográfica |
|                                  |

| Censo | Población |
| ----- | --------- |
| 1910  | 637       |
| 1921  | 522       |
| 1930  | 382       |
| 1940  | 569       |
| 1950  | 809       |
| 1960  | 1 099     |
| 1970  | 1 117     |
| 1980  | 1 031     |
| 1990  | 1 343     |
| 2000  | 1 202     |
| 2010  | 1 260     |
| 2020  | 1 231     |